# Ферия, Мануэль Луис Фернандес де Кордова Фигероа
Мануэль Луис Фернандес де Кордова Фигероа-и-де ла Серда (исп. Manuel Luis Fernández de Córdoba Figueroa y de la Cerda; 25 декабря 1679, Сафра — 11 июня 1700, Мадрид), 8-й герцог де Ферия — испанский аристократ.

## Биография
Сын Луиса Маурисио Фернандеса де Кордова Фигероа, 7-го герцога де Ферия, и Феличе Марии де ла Серда.
8-й маркиз Приего, 6-й маркиз де Вильяфранка, 6-й маркиз де Монтальбан, 8-й маркиз де Вильяльба.
В 1690 году в возрасте десяти лет он унаследовал отцовские титулы, оставаясь под опекой своей матери.
9 февраля 1698 года Карл II пожаловал герцога в рыцари ордена Золотого руна.
Умер холостым в возрасте двадцати лет в своем доме на Калле де Кабальеро де Грасиа в Мадриде и был похоронен в монастыре Ла Мерсед Кальсада в том же городе.
Был покровителем церкви Сан-Луис и Сан-Блас-де-Монтилья.
Преждевременная смерть герцога, не оставившего потомства, привела к тому, что некоторые специалисты по генеалогии не считали его преемником Луиса Маурисио. Его брат и преемник Николас Мария добавил к отцовскому наследству владения и титулы, доставшиеся от матери: герцогства Мединасели, Алькалу, Сегорбе, Кардону и Ферия, вместе с более чем двадцатью второстепенными титулами, став таким образом одним из крупнейших владетелей в Испании и Европе.
Мануэль Луис не имел титула маркиза де Селада, потому что его отец передал этот титул в 1686 году Диего Бенитесу де Луго-и-Вергара и его жене, дворянам из города Ла-Оротава на Тенерифе.